# Kleiton
Kleiton (altgriechisch Κλείτων) war ein antiker griechischer Bildhauer im Athen des späten 5. Jahrhunderts v. Chr. Er ist allein aus einem Gespräch mit Sokrates bekannt, das Xenophon in seinen Erinnerungen wiedergibt.
Da er ansonsten gänzlich unbekannt ist, bei Xenophon aber als bedeutender Künstler in den Gesprächen nach dem Maler Parrhasios zu Wort kommt, wurde vermutet, dass der Name als Verkürzung des Namens Polykleitos aufzufassen und der hinter der Person stehende Künstler mit dem großen Polyklet zu identifizieren sei. Kleiton wird als Bildner von Athletenstatuen ausgewiesen, der Läufer, Ringer, Faustkämpfer und Pankratiasten in der ihnen je eigentümlichen Gestalt bildete.
In dem kurzen Dialog führt Sokrates das Gespräch, stellt die Fragen und gibt sogleich die Antworten, die Kleiton nur noch bestätigen kann. Demnach schuf – wie jeder Künstler dieser Zeit – Kleiton seine Statuen nach lebenden Mustern, denen er durch „die sich hebenden und senkenden, die zusammengezogenen und sich dehnenden, die angespannten und gelockerten Muskeln“ eine dem Leben nähere und echtere Darstellung der verschiedenen Körperstellungen gab. Wichtig in der Bildenden Kunst sei aber auch, dass sich die Seelenhaltung der Dargestellten in den Bildnissen ausdrücke und Sokrates schließt mit der Feststellung, der Künstler müsse „auch das Leben der Seele in seinen Gestalten ausdrücken.“
Die Namensverkürzung allein spricht nicht gegen die Gleichsetzung von Kleiton und Polykleitos, ähnlich verkürzt auch Platon den Namen des Malers Zeuxippos, den er im Protagoras in langer Fassung nennt, im Gorgias zu Zeuxis. Allerdings ist es recht unwahrscheinlich, dass Polyklet je in Athen weilte und von Sokrates in ein Gespräch verwickelt werden konnte.
Wichtig ist der kurze Dialog hinsichtlich seiner Aussagen zu den Regeln der Kunst, die in der klassischen Kunst Griechenlands ihre Entsprechungen finden. Insbesondere in den Werken Polyklets ist der Ausgleich gegensätzlicher Bewegungen, das Tragen und Lasten, das Heben und Senken, das Anspannen und Entspannen, eines der grundlegenden Motive, mit denen sich der Künstler auseinandersetzte. Das Seelenleben in den Gestalten auszudrücken, war Errungenschaft der um 450 v. Chr. beginnenden Hochklassik und bereits im Dialog mit Sokrates selbstverständliche Anforderung. Dem Werk des wenige Jahre älteren Myron hielt Plinius entgegen, ihm fehlte noch die seelische Ausdruckskraft.